# Lars Sørensen
 For alternative betydninger, se Lars Sørensen (flertydig). (Se også artikler, som begynder med Lars Sørensen)
Lars Sørensen er en tidligere dansk topsvømmer. Som aktiv svømmer stillede han op for Holstebro Svømmeclub. Hans favoritdiscipliner var rygcrawl og medley.
Lars Sørensen blev europæisk mester i 200 IM ved EM på langbane i 1991.
Lars Sørensen arbejdede indtil OL i 2012 som elitechef i Dansk Svømmeunion. Han er nu direktør for Hovedstadens Svømmeklub.